# 하얀마음 백구
《하얀마음 백구》(한국 한자: 하얀마음 白拘)는 돌아온 백구 이야기를 주제로 만들어진 애니메이션이다. 2000년에 SBS에서 방영되었다.

## 방송 일시
| 방송 채널 | 방송일                            | 방송 시간                       |
| --------- | --------------------------------- | ------------------------------- |
| SBS TV    | 2000년 10월 6일 ~ 2001년 1월 12일 | 금요일 오후 5시 50분 ~ 6시 20분 |

## 등장인물
- 솔이(성우: 김은아)
- 동이(성우: 이미자)
- 아버지(성우: 故 오세홍)
- 백구(성우: 구자형)
- 판석(성우: 이선주)
- 판석 아버지(성우: 손종환)
- 황돌이(성우: 김소형)
- 돌개(성우: 신성호)
- 신선생(성우: 이현진)
- 이사장(성우: 노민)
- 조련사(성우: 성완경)
- 혜진(성우: 양정화)
- 태운(성우: 이선호)
- 블랙(성우: 김준)
- 바크(성우: 시영준)
- 천둥이
- 다비(성우: 전숙경)
- 다롱이(성우: 김장)
- 도베르만
- 누렁이
- 민구
- 미양(성우: 이선)

## 제작진
오프닝 크레딧
- 기획: (주)손오공/SBS
- 제작 총지휘: 최신규
- 총감독: 성백엽
- 책임프로듀서: 장원봉, 김재영, 이은미
- 프로듀서: 이정호, 배숙현, 이상진, 윤종윤
- 시나리오: 최민용, 이서경
- 주제가 노래: 이수영
- 제작 지원: 진도군
- 제작: 서울애니메이션, 문성동화, 마고21, SBS

엔딩 크레딧
- 라인 프로듀서: 박아영, 김상훈, 김정은
- 캐릭터 디자인: 홍원택
- 배경 디자인: 최현주
- 칼라 디자인: 정미암
- 스토리보드: 성백엽, 심상일
- 원화감독: 양진철, 정명섭
- 원화: 백승길, 이강용, 최은옥, 이건혜, 이옥미, 임종철
- 원화작감: 김혜란, 김영미, 최경임
- 배경감독: 송규환
- 배경: 이윤호, 김재봉, 김경자
- 동화: 황선희, 김종원, 라현채, 임종열
- 화이널: 조국상
- 디지털 채색: 김사라, 김종수
- 디지털 촬영: 박지원, 류지호
- 음악감독: 방용석
- 주제가 작사: 김주희
- 주제가 작곡: 방용석
- 믹싱,사운드 효과: 박재석
- 장편 편집: 전대현
- 녹음: 조일오
- 녹음연출: 신동식

## 방영 목록
| 회차   | 제목                 | 방송 일자        |
| ------ | -------------------- | ---------------- |
| 제1화  | 하늘에서 내려온 백구 | 2000년 10월 6일  |
| 제2화  | 아빠의 모자          | 2000년 10월 20일 |
| 제3화  | 여름날의 추억        | 2000년 10월 27일 |
| 제4화  | 백구와 블랙          | 2000년 11월 10일 |
| 제5화  | 백구의 운명          | 2000년 11월 17일 |
| 제6화  | 이별                 | 2000년 11월 24일 |
| 제7화  | 돌개와의 재회        | 2000년 12월 1일  |
| 제8화  | 투견장의 악몽        | 2000년 12월 8일  |
| 제9화  | 돌개와 백구          | 2000년 12월 15일 |
| 제10화 | 길 떠나는 백구       | 2000년 12월 22일 |
| 제11화 | 또다른 만남          | 2000년 12월 29일 |
| 제12화 | 백구의 누명          | 2001년 1월 5일   |
| 제13화 | 솔이야! 백구야!      | 2001년 1월 12일  |

## 수상 경력
- 2001년 제28회 한국방송대상 애니메이션부문 작품상